# Yaginumaella hybrida
Yaginumaella hybrida är en spindelart som beskrevs av Zabka 1981. Yaginumaella hybrida ingår i släktet Yaginumaella och familjen hoppspindlar. Inga underarter finns listade i Catalogue of Life.